# Neoathyreus androsensis
Neoathyreus androsensis is een keversoort uit de familie cognackevers (Bolboceratidae). De wetenschappelijke naam van de soort werd in 1996 gepubliceerd door Henry Fuller Howden.